# Music Genome Project
Music Genome Project to stworzony w styczniu 2000 przez Tima Westergrena serwis mający na celu opisanie za pomocą ponad czterystu właściwości jak największą liczbę piosenek.
Jest on aktualnie używany przez Pandorę w celu prowadzenia internetowego radia dla użytkowników według ich preferencji. Użytkownicy tworzą własne "stacje radiowe" poprzez wybór odpowiednich artystów lub piosenek. Pandora używa wtedy odpowiednich algorytmów w celu wybrania następnych piosenek o podobnych własnościach.

## Dalsza lektura
- "The Music Genome Project" - krótka historia projektu według Tima Westergrena (ang.).